# Spin-Echo

Die grafische Animation eines Spin-Echos zeigt die Veränderung der Spins (rote Pfeile) in der Bloch-Kugel (blau) als Reaktion auf das äußere Magnetfeld

In der Physik ist das Spin-Echo ein Effekt der Quantenmechanik, der in den Bereichen der kernmagnetischen Resonanz (NMR) und Elektronenspinresonanz (ESR) insbesondere zur Messung von magnetischen Relaxationszeiten verwendet wird.
Bestimmte Teilchen, wie Elektronen und bestimmte Atomkerne, haben als quantenmechanische Eigenschaft einen Eigendrehimpuls, der als Spin bezeichnet wird. Aufgrund ihrer elektrischen Ladung geht mit dem Spin ein magnetisches Dipolmoment einher, so dass die Teilchen in einem statischen Magnetfeld je nach Einstellwinkel verschiedene Energie haben.
Eine makroskopische Magnetisierung der Materialprobe entsteht dann dadurch, dass sich mehr Teilchen längs der Feldrichtung ausrichten als entgegengesetzt. Sie liegt parallel zum Feld, kann durch ein zusätzliches magnetisches Wechselfeld geeigneter Frequenz aber von der Feldrichtung weggedreht werden, wobei ihr Einstellwinkel mit längerer Einwirkzeit des Wechselfeldes proportional wächst. Das statische Feld wirkt dann mit einem Drehmoment, das für sich allein die Magnetisierung wieder parallel stellen würde, bei Vorhandensein eines Drehimpulses des Teilchens aber die Larmorpräzession um die Feldrichtung verursacht. Die Komponente der Magnetisierung, die zur Achse des statischen Feldes senkrecht steht, rotiert um diese Achse und induziert in einer weiteren Magnetspule eine Wechselspannung, genau wie der rotierende Magnet in einem elektrischen Generator. Die Frequenz dieser Wechselspannung ist die Larmorfrequenz im statischen Feld, und ihre Amplitude ist proportional zur Stärke der rotierenden Komponente der Magnetisierung. Da man die gleiche Frequenz dem Wechselfeld geben muss, um die Magnetisierung gegen die Feldrichtung zu verdrehen, handelt es sich um ein Resonanzphänomen.
Für das Spin-Echo wird nun das Wechselfeld so lange eingeschaltet, dass die Magnetisierung um 90° bzw. um {\displaystyle \pi /2} im Bogenmaß gedreht wird ({\displaystyle \pi /2}-Puls), also senkrecht zur Richtung des statischen Magnetfeldes steht. Bei der anschließenden Larmorpräzession nimmt die Magnetisierung u. a. deshalb ab, weil das (zeitlich) statische Magnetfeld etwas inhomogen ist, d. h. räumlich variiert. Dann rotieren die einzelnen Spins nicht alle gleich schnell; man spricht von der Dephasierung der Spins. Dadurch nimmt die rotierende Komponente der Magnetisierung ab, praktisch bis auf Null. Nach einer Weile wird nun das Wechselfeld doppelt so lange wie zuvor eingeschaltet, so dass die Spins um 180° gedreht werden ({\displaystyle \pi }-Puls). Danach stehen sie wieder senkrecht zum statischen Feld und setzen ihre Larmorpräzession im gleichen Sinn fort, aber die langsameren unter ihnen haben jetzt einen Vorsprung vor den schnelleren. Durch dieselben Inhomogenitäten des statischen Felds „laufen“ die Spins wieder „zusammen“ (Rephasierung), so dass sie nach derselben Zeitspanne, die zwischen dem {\displaystyle \pi /2}- und dem {\displaystyle \pi }- Puls des Wechselfeldes liegt, wieder in Phase sind und ein deutliches Maximum des induzierten Signals erzeugen, das Spin-Echo.
Während dieses Prozesses werden sich jedoch einige der Spins wieder nach dem statischen Magnetfeld ausrichten und damit nicht mehr zur transversalen Magnetisierung beitragen. Das Echo ist also schwächer als bei der Anfangsmagnetisierung. Die Zeitkonstante dieses Abfalls ist die transversale Relaxationszeit. Sie kann entweder in mehreren Experimenten mit verschiedenen Echo-Zeiten ermittelt werden, oder indem nach dem ersten Spin-Echo in regelmäßigen Abständen weitere {\displaystyle \pi }-Pulse angelegt  werden, so dass sich eine Vielzahl von Spin-Echos nacheinander beobachten lässt, die von Mal zu Mal schwächer ausfallen. Letztere Methode, die Carr-Purcell-Pulssequenz, zeichnet sich neben ihrer Schnelligkeit durch ihre Unempfindlichkeit gegenüber Diffusionsprozessen aus.

## Anwendungen
Das Spin-Echo wird in der Magnetresonanzspektroskopie und der Magnetresonanztomographie angewendet, da verschiedene Atomkerne, also verschiedene Isotope, und sogar Atome in verschiedenen Verbindungen unterschiedliche Relaxationszeiten haben. Dadurch lassen sich Verbindungen genau untersuchen oder in der Tomographie Gewebearten unterscheiden.
Eine sehr wichtige und weit verbreitete Anwendung des Spin-Echo-Experimentes ist die Messung von Diffusion und Fließbewegungen mittels Feldgradienten-NMR. Dabei wird die diffusive oder (bei Fluss) kohärente Bewegung von Teilchen in einem Magnetfeldgradienten über die Kernspinpräzessionsphase im Spin-Echo-Experiment gemessen. Somit lassen sich auch physikalisch und chemisch identische Spezies unterscheiden, z. B. bestimmte Wassermoleküle im Wasser, und ihre Diffusion studieren, die in diesem Fall „Selbstdiffusion“ genannt wird.